# Ланц, Хуберт
Ху́берт Ланц (нем. Hubert Lanz; 22 мая 1896 — 12 мая 1982) — немецкий офицер, участник Первой и Второй мировых войн, генерал горных войск, кавалер Рыцарского креста с Дубовыми листьями.

## Первая мировая война
В июне 1914 года поступил на военную службу, фанен-юнкером (кандидат в офицеры) в пехотный полк. С августа 1914 — на Западном фронте. В сентябре 1914 — тяжело ранен. С февраля 1915 — лейтенант, с октября 1918 — старший лейтенант. За время войны награждён Железными крестами обеих степеней и ещё двумя орденами.

## Между мировыми войнами
Продолжил службу в рейхсвере. К началу Второй мировой войны — начальник штаба 5-го армейского корпуса, полковник.

## Вторая мировая война
- Участвовал во Французской кампании, в должности начальника штаба 18-го армейского корпуса. Награждён Рыцарским крестом (№ 234).
- С ноября 1940 года — командир 1-й горнопехотной дивизии, генерал-майор.
- С 22 июня 1941 года во главе дивизии участвовал во вторжении в СССР на южном направлении.
- В 1942 году — бои на Кубани, выход на перевалы Кавказского хребта. В декабре 1942 — награждён Дубовыми листьями (№ 160) к Рыцарскому кресту, произведён в звание генерал-лейтенанта, отозван в резерв.
- В январе 1943 года произведён в звание генерала горных войск.
- В январе — феврале 1943 командовал харьковской группировкой вермахта, т. н. «группой Ланца». После сдачи Харькова 20 февраля 1943 был заменен генералом танковых войск Кемпфом (См. Третья битва за Харьков).
- С 25 августа 1943 года — командующий 22-м горным корпусом (в Греции). В 1944 году корпус отступил в Венгрию, в мае 1945 — в Австрию. После капитуляции Германии сдался в американский плен.

## После войны
В мае 1947 года приговорён Нюрнбергским трибуналом к 12 годам тюремного заключения по обвинению в резне в Кефалонии и других преступлениях, в 1951 году вышел на свободу.

## Награды
- Железный крест (1914) 2-го и 1-го класса (королевство Пруссия)
- Золотая медаль «За военные заслуги» (Вюртемберг)[нем.] (30 августа 1915)
- Орден Фридриха рыцарский крест с мечами (королевство Вюртемберг)
- Орден «За военные заслуги» рыцарский крест (королевство Вюртемберг)
- Крест «За военные заслуги» 3-го класса с мечами (Австро-Венгрия)
- Нагрудный знак «За ранение» (1918) в чёрном
- Орден Витаутаса Великого 5-й степени (Литовская республика)
- Пряжка к Железному кресту (1939) 2-го и 1-го класса
- Рыцарский крест Железного креста (1 октября 1940); дубовые листья (23 декабря 1942)